# Stadsprijs Geraardsbergen 1991
De 60e editie van de Belgische wielerwedstrijd Stadsprijs Geraardsbergen werd verreden op 28 augustus 1991. De start en finish vonden plaats in Geraardsbergen. De winnaar was Marco van der Hulst, gevolgd door Danny Daelman en Johan Verstrepen.

## Uitslag
| Stadsprijs Geraardsbergen 1991 |                     |                       |      |
| Plaats                         | Naam                | Ploeg                 | Tijd |
| Winnaar                        | Marco van der Hulst | Buckler-Colnago-Decca |      |
| 2                              | Danny Daelman       | Buckler-Colnago-Decca |      |
| 3                              | Johan Verstrepen    | Histor-Sigma          |      |

1912 · 1913 · 1914–1926 · 1927 · 1928–1932 · 1933 · 1934 · 1935 · 1936 · 1937 · 1938 · 1939 · 1940 · 1941 · 1942 · 1943 · 1944 · 1945 · 1946 · 1947 · 1948 · 1949 · 1950 · 1951 · 1952 · 1953 · 1954 · 1955 · 1956 · 1957 · 1958 · 1959 · 1960 · 1961 · 1962 · 1963 · 1964 · 1965 · 1966 · 1967 · 1968 · 1969 · 1970 · 1971 · 1972 · 1973 · 1974 · 1975 · 1976 · 1977 · 1978 · 1979 · 1980 · 1981 · 1982 · 1983 · 1984 · 1985 · 1986 · 1987 · 1988 · 1989 · 1990 · 1991 · 1992 · 1993 · 1994 · 1995 · 1996 · 1997 · 1998 · 1999 · 2000 · 2001 · 2002 · 2003 · 2004 · 2005 · 2006 · 2007 · 2008 · 2009 · 2010 · 2011 · 2012 · 2013 · 2014 · 2015 · 2016 · 2017 · 2018 · 2019 · 2020 · 2021 · 2022